# Nederlandse Nul-beweging
De Nederlandse Nul-beweging werd gevormd in 1960, door Jan Schoonhoven, Armando, Jan Henderikse, Herman de Vries en Henk Peeters. De groep bestond tot 1965. De werken van de Nul-groep zijn bij uitstek 'anti-schilderkunstig'. Traditionele materialen als verf en steen werden vervangen door veelal industriële materialen.

## Kenmerken
In zijn algemeenheid kan gesteld worden dat het werk van Nul zich kenmerkt door:
- Monochromie: Veelkleurigheid maakt plaats voor gebruik van enkele kleuren, vaak zwart en rood (Armando) en wit (Jan Schoonhoven en Henk Peeters)
- Herhaling: Nul hield van ritme en regelmaat. Herhaling van gelijkvormige elementen binnen een voorstelling is typisch 'Nul'. Denk hierbij aan de repeterende vormen in de reliefs van Schoonhoven en de reliefs van kurken en centen van Jan Henderikse.
- Serialiteit: Het authentieke kunstwerk werd door Nul doodverklaard. De moderne tijd en industriële materialen werden daarentegen omarmd. De machinale reproductie van 'kunstproducten' was typisch Nul. Met uitzondering van Jan Schoonhoven maakten alle leden multiples (serieproducten).
- Directheid van materiaal: Een Nul-werk moest een 'objectief-neutrale weergave van de werkelijkheid' zijn, aldus Jan Schoonhoven. Het handschrift van de kunstenaar moest dan ook zo veel mogelijk worden vermeden. Dit werd onder andere bereikt door 'onbemiddelde presentatie': materialen, vaak objecten, werden zonder bewerking of toevoeging als 'kunstprodukt' gepresenteerd. Hier is duidelijk sprake van een referentie aan de readymade van Marcel Duchamp.

## Geschiedenis
Nul kan worden gezien als een reactie op de informele schilderkunst uit de jaren vijftig (waarvan kenmerken zijn dat er geen plan vooraf wordt gebruikt en geen schoonheidsideaal wordt nagestreefd). Een van de inspirerende voorbeelden was Lucio Fontana. Vier leden van Nul, zonder herman de vries, vormden van 1958 tot 1960 (vóór het ontstaan van de Nul-groep) samen met Kees van Bohemen de Nederlandse Informele Groep.
Nul ontstond in een internationale context van Zero in Duitsland (Otto Piene, Heinz Mack, Günther Uecker), Azimuth in Italië (Piero Manzoni, Enrico Castellani, Augustino Bonalumi) en het nouveau réalisme in Frankrijk (onder andere Yves Klein, Daniel Spoerri, Arman en Jean Tinguely).

## Museum
Museum EICAS (European Institute for Contemporary Art and Science) is een museum voor hedendaagse kunst in Deventer. Het richt zich op een breed publiek en neemt de kunst van de Zero- en Nul-beweging als beginpunt. Van daaruit wordt de verbinding gemaakt met hedendaagse non-figuratieve, onderzoekende en vernieuwende kunstenaars voor tentoonstellingen en activiteiten zoals concerten en lezingen.

## O-institute
Het 0-institute richt zich op de internationale ZERO-bewegingen uit de jaren 1960 en doet onderzoek met het doel om in digitale vorm informatie te publiceren over kunstenaars, schrijvers, tentoonstellingen en curatoren. Het 0-institute bouwt een internationaal web-archief op met foto's, correspondentie en essays, historisch en recent.

## Tentoonstellingen
- van 7 tot en met 20 augustus 1964 in de Delta Gallery Rotterdam, Rotterdam
- van 31 augustus tot en met 19 september 1964 Galerie 47 Amsterdam, Amsterdam
- Vertrekpunt Nul van 16 december 1988 tot en met 5 februari 1989 in het Centraal Museum in Utrecht
- Nul = 0. nederlandse avant-garde in een internationale context 1961-1966 van 11 september 2011 t/m 22 januari 2012 in het Stedelijk Museum Schiedam in Schiedam[1]